# José Peón Contreras

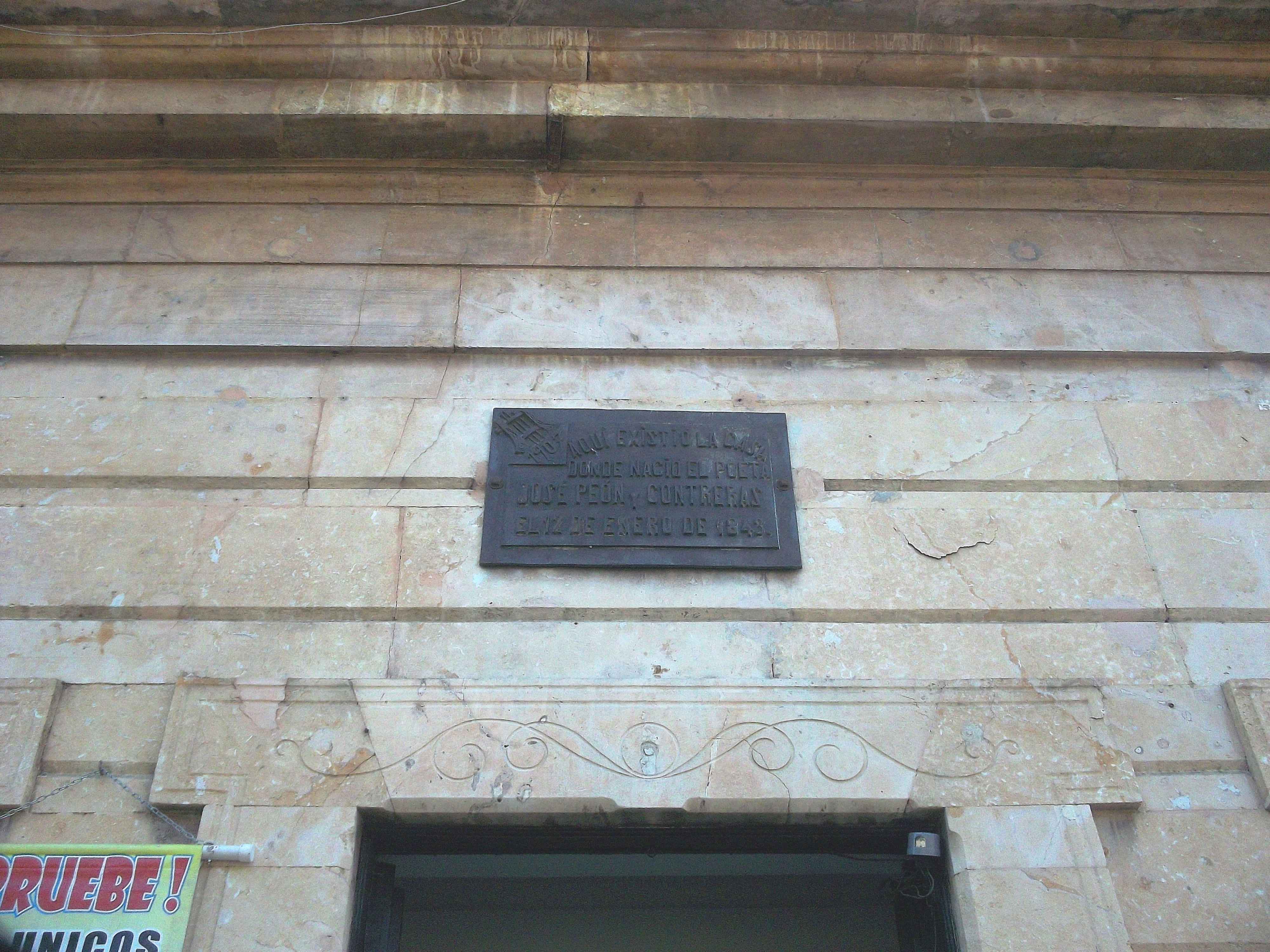
Casa de nacimiento de José Peón Contreras

José Peón Contreras (Mérida, Yucatán, México, 12 de enero de 1843; Ciudad de México, íd., 18 de febrero de 1907) fue un médico, dramaturgo, poeta y novelista mexicano. Se graduó precozmente en la Universidad Literaria como bachiller en filosofía, cuando tenía tan sólo 12 años de edad, y desde entonces impartió cursos en el Seminario Conciliar de San Ildefonso, en la Ciudad de Mérida.

## Formación académica
Más tarde, en el propio seminario, recibió el título de bachiller en medicina. En 1862, el Instituto de Ciencias y Literatura de Yucatán, que acababa de ser creado, le otorgó el grado de licenciado en medicina. Se trasladó a la Ciudad de México para especializarse en enfermedades mentales y ejercer la medicina. A los 24 años de edad, fue nombrado Director del Hospital para Dementes de San Hipólito, y a partir de entonces ejerció también la cátedra de enfermedades mentales en la Facultad de Medicina de la Universidad de México, cátedra que él mismo inauguró.

## Obra literaria

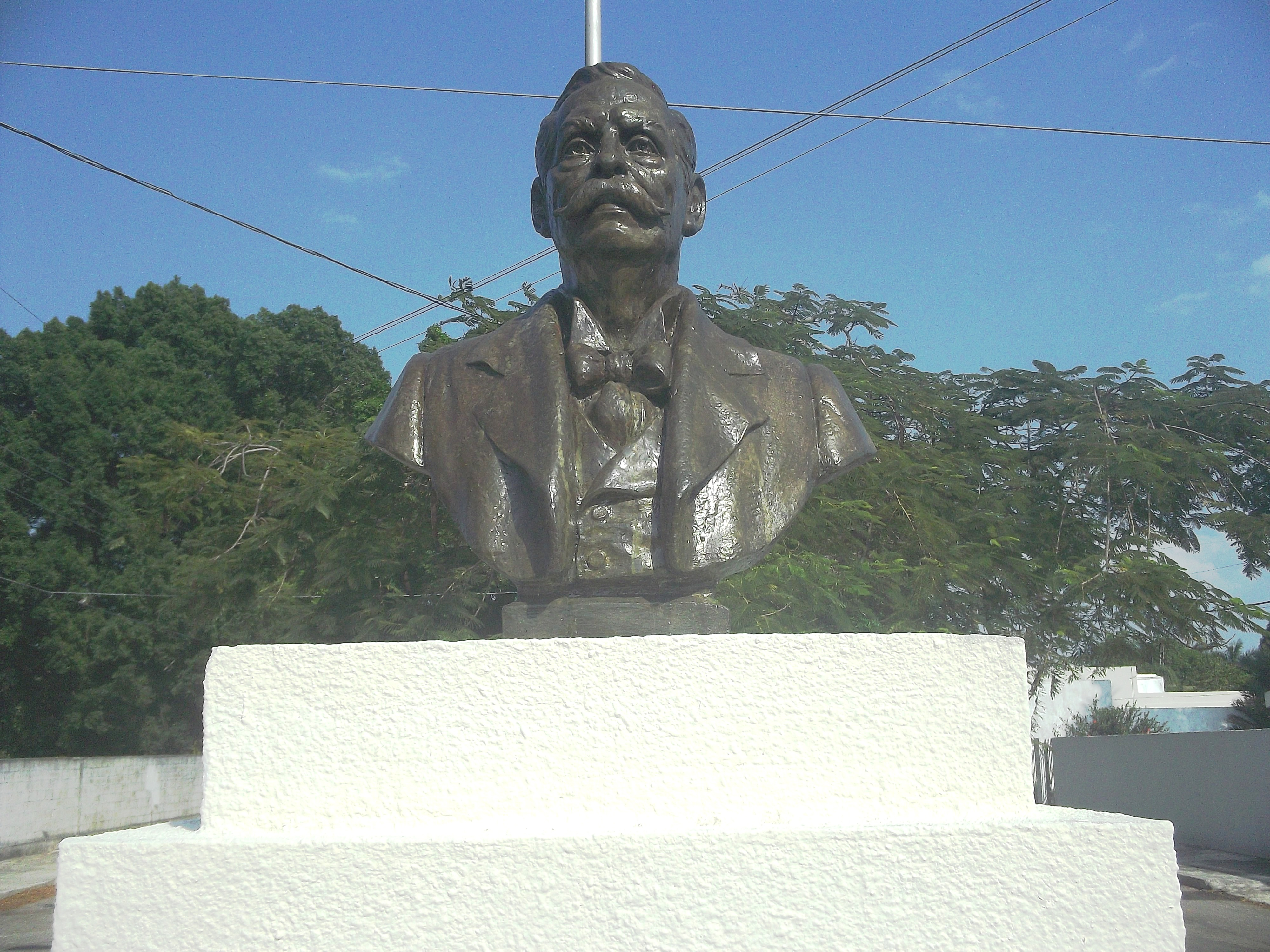
Busto de José Peón Contreras en Mérida (México)

Fue considerado el primer dramaturgo romántico de México, iniciándose en las letras con una leyenda fantástica que escribió a los 17 años de edad, titulada La cruz del paredón. Desde sus comienzos estudiantiles demostró talento y gusto por la literatura. Es en Mérida, la capital del estado de Yucatán, ciudad donde se presentaron sus primeros dramas, en 1870 y 1874: El castigo de Dios y María la Loca y El Conde de San Esteban. Considerado un pre-existencialista por su obra poética.

## Actividad extracurricular
Fue diputado por su estado natal y por el de Nuevo León. Mantuvo una relación amistosa con el presidente Porfirio Díaz, a quien incluso le dedicó una de sus obras: Flérida y Garcilaso.
En 1873 ingresó en la Sociedad Mexicana de Geografía y Estadística.
En 1896 ocupó la silla número IX de la Academia Mexicana de la Lengua. Ese mismo año viajó a Europa con su hijo mayor. Regresó a México a causa de una parálisis ocasionada por una trombosis cerebral acaecida en 1906, mientras se encontraba en París, que le dejó impedido de movimiento.
Combinó su trabajo como médico con la actividad literaria y de dramaturgo.

## Obras
- Hasta el Cielo. Comedia.
- Gil González de Ávila. Drama histórico. Fue utilizado para una ópera compuesta por Domingo María Ricalde Moguel y otra compuesta por Sofía Cancino de Cuevas
- La hija del Rey. Drama.
- Un amor de Hernán Cortes.
- Luchas de amor y honra.
- Antón de Alaminos.
- Esperanza.
- El sacrificio de una vida.
- El Conde de Peñalva.
- Entre mi tío y mi tía.
- Por el joyel del sombrero.
- Leonor de Sarabia.
- Vivo o muerto.
- El capitán Pedreñales.
- Soledad.
- El padre José.
- Laureana.
- A Juárez.
- Flérida y Garcilaso.
- Romances Históricos: La ruina de Azcapotzalco, Tezcotzingo, El señor de Ecatepec, Tlahuicole, Moteuczoma Xocoyotzín (sic) y El último azteca.
- Romances Dramáticos
- Trovas Colombinas

## Reconocimientos
- El teatro y recinto operístico más importante de Mérida, Yucatán, lleva su nombre como homenaje a su talento y creatividad como dramaturgo.[5]
- Varios bustos monumentales en su honor existen en su ciudad natal.
- En 1974 la Editorial Porrúa incluyó en su colección de Escritores mexicanos un volumen que contiene los dramas de José Peón Contreras.[6]